# Laserspritzen
Das Laserspritzen (auch Laserstrahlpulverbeschichten) ist ein thermisches Beschichtungsverfahren.
Beim Laserspritzen wird ein pulverförmig vorliegender Zusatzwerkstoff, der sogenannte Spritzzusatz, mit einer Kornverteilung bis unter 100 nm über eine Düse in dem auf das Werkstück fokussierten Laserstrahl eingebracht und mit Hilfe eines Gases auf die Werkstückoberfläche geschleudert. Mittels Laserstrahlung werden sowohl das Pulver wie auch ein minimaler Teil der Bauteiloberfläche aufgeschmolzen und der zugeführte Spritzzusatz metallurgisch mit dem Bauteilwerkstoff verbunden. Nach der Fokussieroptik tritt mit dem Laserstrahl das Gas aus, meist Argon, das zum einen die Oxidation der Schmelze verhindert und zum anderen den Spritzzusatz transportiert. Somit ist es Schutzgas und Trägergas zugleich.
Einsatzgebiet des Laserspritzens ist beispielsweise das partielle Beschichten von Stanz- oder Schneidwerkzeugen.